# ملازم (قرون وسطی)
ملازم (انگلیسی: retainer/Affinity) یک اسم جمعی برای گروهی یا (معمولاً) مردانی بود که یک ارباب (لرد) جهت خدمت به خود دور خود جمع می‌کرد. توسط یک مورخ مدرن به عنوان نوکران، نگهداران و سایر پیروان یک ارباب توصیف شده‌است، و به عنوان بخشی از ساختار طبیعی جامعه در قرون وسطی بوده‌است. این ساختار به عنوان ابزاری برای گره زدن بزرگان به اشراف پایین‌تر عمل می‌کرد، درست همان‌طور که ارباب‌رعیتی به روشی دیگر عمل کرده بود.